# Astragalus sarcocolla
Astragalus sarcocolla là một loài thực vật có hoa trong họ Đậu. Loài này được Dymock miêu tả khoa học đầu tiên.